# Lambert Thiboust
Lambert (egentligen Pierre Antoine Auguste) Thiboust, född den 25 oktober 1827 i Paris, död där den 10 juli 1867, var en fransk dramatisk författare. 
Thiboust var en kort tid skådespelare och författade i förening med dramatiker som Barrière, Duval och andra en lång rad stycken, varav en del uppnådde stora framgångar på scenen. Till dessa hör Les filles de marbre (1853), Je dine chez ma mère (1856), La fille du diable, Le secret de Miss Aurore (1863), Les diables roses (1863) med flera.